# 1989年の台風
1989年の台風（1989ねんのたいふう、太平洋北西部で発生した熱帯低気圧）のデータ。台風の発生数は32個であった。
日本には11個の台風が接近し、うち5個が本土に上陸した。6月の台風6号は、平成時代になってから初めて日本に上陸した台風となった。

## 台風の発生数
| 発生数が多い年 | 発生数が多い年                     | 発生数が多い年 | 発生数が少ない年 | 発生数が少ない年                                 | 発生数が少ない年 |
| 順位           | 年                                 | 発生数         | 順位             | 年                                               | 発生数           |
| -------------- | ---------------------------------- | -------------- | ---------------- | ------------------------------------------------ | ---------------- |
| 1              | 1967年                             | 39             | 1                | 2010年                                           | 14               |
| 2              | 1994年 1971年                      | 36             | 2                | 1998年                                           | 16               |
| 4              | 1966年                             | 35             | 3                | 2023年                                           | 17               |
| 5              | 1964年                             | 34             | 4                | 1969年                                           | 19               |
| 6              | 1989年 1974年 1965年               | 32             | 5                | 2011年 2003年 1977年 1975年 1973年 1954年 1951年 | 21               |
| 9              | 2013年 1992年 1988年 1972年 1958年 | 31             |                  |                                                  |                  |

## 台風の日本上陸数
| 上陸数が多い年 | 上陸数が多い年                                   | 上陸数が多い年 | 上陸数が少ない年 | 上陸数が少ない年                                        | 上陸数が少ない年 |
| 順位           | 年                                               | 上陸数         | 順位             | 年                                                      | 上陸数           |
| -------------- | ------------------------------------------------ | -------------- | ---------------- | ------------------------------------------------------- | ---------------- |
| 1              | 2004年                                           | 10             | 1                | 2020年 2008年 2000年 1986年 1984年                      | 0                |
| 2              | 2016年 1993年 1990年                             | 6              | 6                | 2023年 2009年 1995年 1987年 1980年 1977年 1973年 1957年 | 1                |
| 5              | 2019年 2018年 1989年 1966年 1965年 1962年 1954年 | 5              |                  |                                                         |                  |

## 月別の台風発生数
| 1月 | 2月 | 3月 | 4月 | 5月 | 6月 | 7月 | 8月 | 9月 | 10月 | 11月 | 12月 | 年間 |
| --- | --- | --- | --- | --- | --- | --- | --- | --- | ---- | ---- | ---- | ---- |
| 1   |     |     | 1   | 2   | 2   | 7   | 5   | 6   | 4    | 3    | 1    | 32   |

## 「台風」に分類されている熱帯低気圧

### 台風1号（ウィノナ）
198901・01W

### 台風2号（アンディ）
198902・02W

### 台風3号（ブレンダ）
198903・03W・ビニン

### 台風4号（セシル）
198904・04W

### 台風5号（ドット）
198905・05W・クリン

### 台風6号（エリス）
198906・06W・ダリン

### 台風7号（フェイ）
198907・07W・エラン

### 台風8号（ゴードン）
198908・08W・ゴーリン

### 台風9号（ホープ）
198909・09W・フリン

### 台風10号（アーヴィング）
198910・10W・イビアン

### 台風11号（ジュディ）
198911・11W

### 台風12号（ケン-ローラ）
198912・13W

### 台風13号（マック）
198913・14W

### 台風14号（ナンシー）
198914・15W

### 台風15号（オーウェン）
198915・16W

### 台風16号（ペギー）
198916・18W

### 台風17号（ロジャー）
198917・20W・ナーシング

### 台風18号（21W）
198918

### 台風19号（サラ）
198919・22W・オペン

### 台風20号（チップ）
198920・23W

### 台風21号（ヴェラ）
198921・24W・パイニン

### 台風22号（ウェイン）
198922・25W

### 台風23号（アンジェラ）
198923・26W・ラビン

### 台風24号（ブライアン）
198924・27W

### 台風25号（コリーン）
198925・28W

### 台風26号（ダン）
198926・29W・サリン

### 台風27号（エルシー）
198927・30W・テイシン

### 台風28号（フォレスト）
198928・31W

### 台風29号（ゲイ）
198929・32W
11月4日に東経100度より西に進んでサイクロンとなった。タイとインドに上陸した。
この台風は、タイ史上最大級の台風といわれており、中心気圧960hPaの勢力で南部を直撃した。台風によって多数の船が転覆し、また大規模な土砂崩れや洪水も起きたために、死者数は600人以上にのぼったといわれている。
| 台風による被害の様子 |  | 台風による被害の様子 |
| 台風による被害の様子 |  |                      |

### 台風30号（ハント）
198930・33W・アンシン

### 台風31号（イルマ）
198931・34W・ワルディン

### 台風32号（ジャック）
198932・35W